# Slant Magazine
Slant Magazine är en amerikansk onlinepublikation som blivit känd för vassa, vanvördiga och ofta roliga popkulturella kritik. New York Times beskriver Slant Magazine som "ett förråd av passionerad och ofta taggig popkulturell analys." Sidan grundades 2001 av Ed Gonzalez och Sal Cinquemani. Sidans medarbetare har exempelvis gästat MSNBC, FOX Business Channel, Biography Channel, BBC, CNN och NPR.